# Ажек (Кыргызстан)
Ажек (кирг. Ажек) — село в Ала-Букинском районе Джалал-Абадской области Кыргызстана. Входит в состав Первомайского айылного аймака.

## География
Село расположено в юго-западной части области, на берегах реки Эшме-Сай, вблизи государственной границы с Узбекистаном, на расстоянии приблизительно 22 километров (по прямой) к юго-западу от села Ала-Бука, административного центра района. Абсолютная высота — 977 метров над уровнем моря.

## История
До 19 марта 2004 года село носило название Комсомол.

## Население
Согласно оценочным данным Национального статистического комитета Кыргызской Республики, численность населения села на начало 2023 года составляла 2925 человек.
| год     | 2009 | 2014 | 2015 | 2020 | 2021 | 2023 |
| ------- | ---- | ---- | ---- | ---- | ---- | ---- |
| человек | 2190 | 2417 | 2417 | 2835 | 2932 | 2925 |